# 博多ぽてと

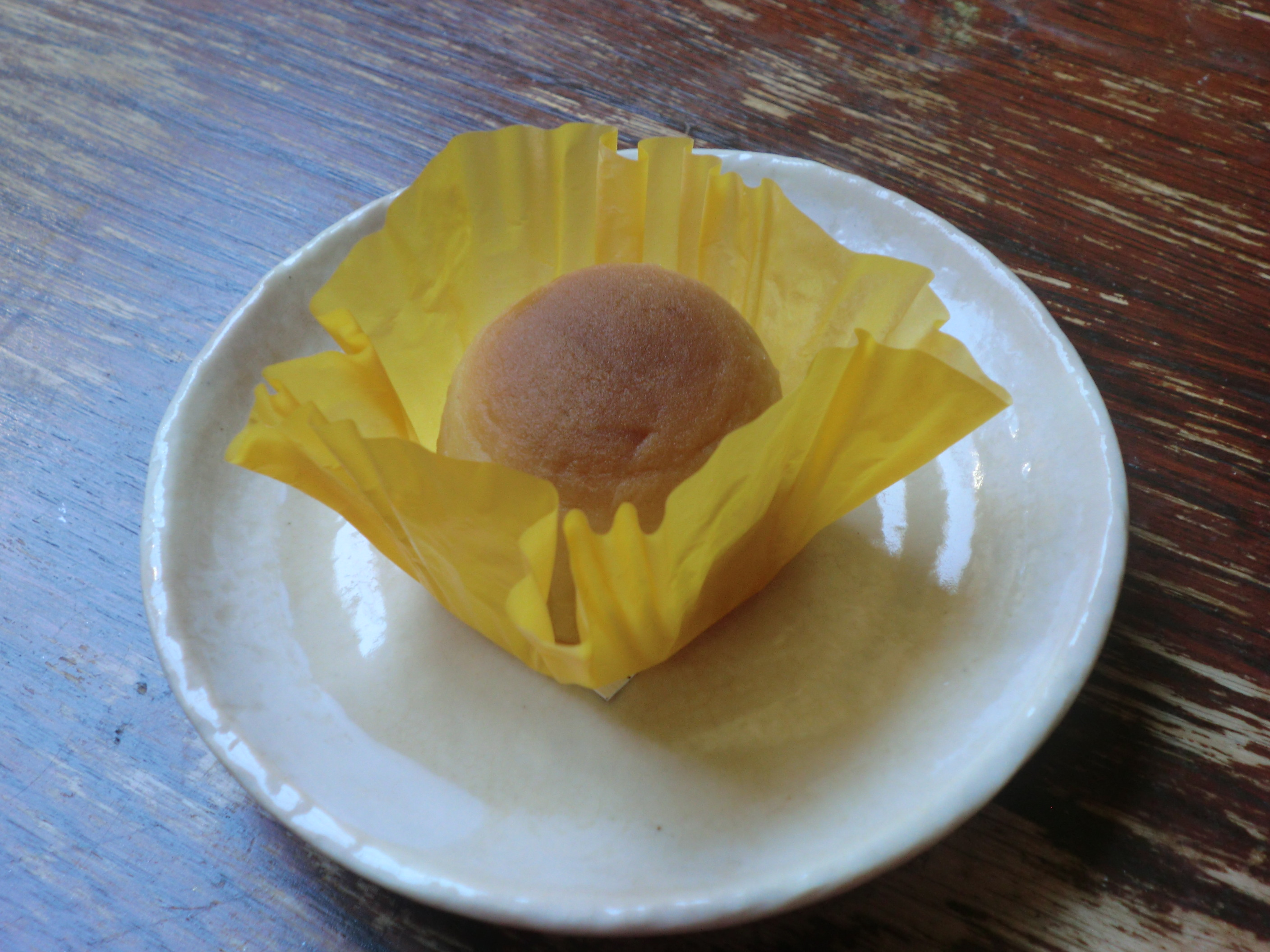
皿に乗った博多ぽてと

博多ぽてと（はかたぽてと）は、福岡県福岡市東区に所在する株式会社二鶴堂が製造している土産菓子である。
さつまいもを焼き芋にしてペースト状にしたものにクリームを加えマイルドな風味に焼き上げたスイートポテトである。パッケージに印刷されているキャラクターは「ぽてっと君」。CGのぽてっと君が踊るCMはパパイヤ鈴木が振り付けを担当しており、自らも出演している。